# Рэйтт, Лиза
Лиза Рэйтт (англ. Lisa Raitt; род. 7 мая 1968 года, Сидни, Новая Шотландия, Канада) — канадский политик, занимала должность заместителя лидера оппозиции Канады с 2017 по 2019 год. Также занимала пост заместителя лидера Консервативной партии (2017—2019), являлась министром транспорта Канады (2013—2015), министром труда (2010—2013) и министром природных ресурсов (2008—2010). До 2019 года член Палаты общин Канады от Консервативной партии.

## Биография
Лиза Рэйтт родилась в Сидни, Новая Шотландия. Окончила Университет Святого Франциска Ксаверия со степенью бакалавра наук. Затем получила степень магистра химии в Гуэлфском университете.
Рэйтт впервые участвовала в федеральных выборах в 2008 году и была избрана в Палату общин от Консервативной партии. 30 октября она вошла в кабинет министров Стивена Харпера, возглавив Министерство природных ресурсов. Рэйтт стала одной из 11 женщин, избранных в кабинет.
19 января 2010 года была переведена в Министерство труда. 15 июля 2013 года Рэйтт была назначена министром транспорта.
2 ноября 2016 года Рэйтт заявила, что баллотируется на пост лидера Консервативной партии, но в итоге проиграла Эндрю Ширу. 20 июля 2017 года Шир назначил Рэйтт заместителем лидера Консервативной партии Канады и официальной оппозиции. Рэйтт стала первой женщиной, кто занял эту должность от консерваторов. В интервью о своём назначении она рассказала, что считает себя феминисткой, и надеется, что женщины смогут «увидеть себя» в ней.
На федеральных выборах 2019 года Рэйтт не смогла переизбраться в парламент, потерпев поражение от Адама ван Кувердена, представлявшего Либеральную партию Канады.